# جاسمين غليسر
جاسمين غليسر (بالإنجليزية: Jasmin Duehring) (و. 1992  م) هي دراجة، من كندا، ولدت في بادربورن، شاركت في الألعاب الأولمبية الصيفية 2012، ودورة ألعاب الكومنولث 2014، وركوب الدراجات في الألعاب الأولمبية الصيفية 2016، ودورة الألعاب الأمريكية 2015.

## التعليم
تعلمت في جامعة سايمون فريزر (منذ 2009).

### سباقات أو مراحل فاز بها
| التاريخ       | السباق                                                                        | المركز                  |
| ------------- | ----------------------------------------------------------------------------- | ----------------------- |
| 10 يوليو 2011 | 2011 White Spot / Delta Road Race (women's race)                              | الفائز في التصنيف العام |
| 01 يناير 2012 | ركوب الدراجات في الألعاب الأولمبية الصيفية 2012 – فريق سيدات مطاردة           |                         |
| 20 يونيو 2013 | سباق الطريق ضد الساعة للسيدات في بطولة كندا لسباق الدراجات 2013               |                         |
| 26 أغسطس 2013 | 2013 Lotto-Belisol Belgium Tour                                               |                         |
| 06 يونيو 2014 | Chrono Gatineau Woman 2014                                                    | الثالث في التصنيف العام |
| 07 يونيو 2014 | جائزة غاتينو الكبرى للدراجات 2014                                             | الثالث في التصنيف العام |
| 26 يونيو 2014 | سباق الطريق ضد الساعة للسيدات في بطولة كندا لسباق الدراجات 2014               |                         |
| 05 يونيو 2015 | Chrono Gatineau Woman 2015                                                    | العاشر في التصنيف العام |
| 25 يونيو 2015 | سباق الطريق ضد الساعة للسيدات في بطولة كندا لسباق الدراجات 2015               |                         |
| 08 مايو 2016  | طواف جيلا للسيدات 2016                                                        |                         |
| 13 أغسطس 2016 | ركوب الدراجات في الألعاب الأولمبية الصيفية 2016 – سيدات سباق المطاردة الفرقية |                         |
| 23 يوليو 2017 | 2017 Cascade Cycling Classic Women                                            |                         |
| 05 مايو 2019  | Tour of the Gila (women) 2019                                                 |                         |

## روابط خارجية
- جاسمين غليسر على موقع الاتحاد الدولي للدراجات (الإنجليزية)
- جاسمين غليسر على موقع أرشيف الدراجات (الإنجليزية)
- جاسمين غليسر على موقع إحصائيات الدراجات الإحترافية (الإنجليزية)
- جاسمين غليسر على موقع نسبة الدراجات (الإنجليزية)
- جاسمين غليسر على موقع CycleBase (الإنجليزية)
- جاسمين غليسر على موقع أوليمبيديا (الإنجليزية)
- جاسمين غليسر على موقع اللجنة الأولمبية الكندية (الإنجليزية)
- جاسمين غليسر على موقع اتحاد ألعاب الكومنولث (مؤرشف) (الإنجليزية)